# Герб Роттердама
Герб Роттердама представляет собой официальную символику одного из городов Нидерландов, отражающую историческое значение и развитие города. Герб состоит из геральдического щита, на котором изображены два чёрных и два красных льва на золотом фоне и белая полоса, пересекающая зелёное поле, которая изображает реку Роттэ и также является флагом города; двух золотых львов в качестве щитодержателей; золотой короны и девиза.

## История
Говорят, что герб был дарован Вильгельму I де Эно в благодарность за поддержку в войне против Фландрии в 1304 году. Верно ли утверждение или нет, неизвестно, однако известно, что сам Роттердам принял герб в качестве официального символа города только в 1340 году.
Во время французского господства на геральдическом щите были изображены три золотые пчелы на красном фоне.
После Второй мировой войны в гербе также появился девиз.

## Девиз
Королева Нидерландов, для того чтобы люди помнили роль жителей Роттердама в победе во Второй мировой войне, создала девиз, состоящий из голландских слов «Sterker door strijd», что означает «Сильнее через борьбу». Роттердам-таун в Нью-Йорке использует этот девиз. В январе 1948 года Вильгельмина представила девиз городскому правительству, как часть герба Роттердама.

## Использование герба
Как герб нидерландского муниципалитета, герб Роттердама зарегистрирован в Hoge Raad van Adel. Этот и другие нидерландские гербы находятся в общественном достоянии, поскольку муниципалитеты не могут претендовать на авторское право.

## Другие гербы

Герб Роттердама во время французского владычества
Герб в 1816
Герб Роттердамской епархии